# Oscar Roty
Louis Oscar Roty (Parijs, 11 juni 1846 - aldaar, 23 maart 1911) was een Franse beeldhouwer en medailleur.

## Leven en werk
Roty werd in 1846 in Parijs geboren als zoon van de onderwijzer J.B. Roty en E.V. Deduit. Zij staan afgebeeld op een door Roty in 1886 gemaakte plaquette. Hij volgde vanaf 1864 een opleiding aan de École nationale supérieure des beaux-arts in Parijs. Zijn leermeesters waren onder anderen Hubert Ponscarme en Augustin Dumont. in 1875 won hij de Prix de Rome. Roty behoorde in 1884, 1886 en 1890 tot de kring van genodigden van Les XX. Zijn ontwerpen voor medailles zijn in Frankrijk jarenlang gebruikt, voor onder andere de Herinneringsmedaille aan Madagaskar (1883 en 1896), Eremedaille van de Spoorwegen en de Eremedaille van het Gevangeniswezen. Zijn "Semeuse", een afbeelding van een vrouw zaaiend over akker in de zon, was een van zijn bekendste ontwerpen, oorspronkelijk gebruikt voor een penning voor het Ministerie van Landbouw en tot 2002 gebruikt op diverse Franse franc-munten en postzegels. Na de invoering van de euro in 2002 droegen diverse Franse euromunten een gestileerde afbeelding van Roty's 'La Semeuse'.
Roty overleed in maart 1911 op 64-jarige leeftijd in zijn woonplaats Parijs.

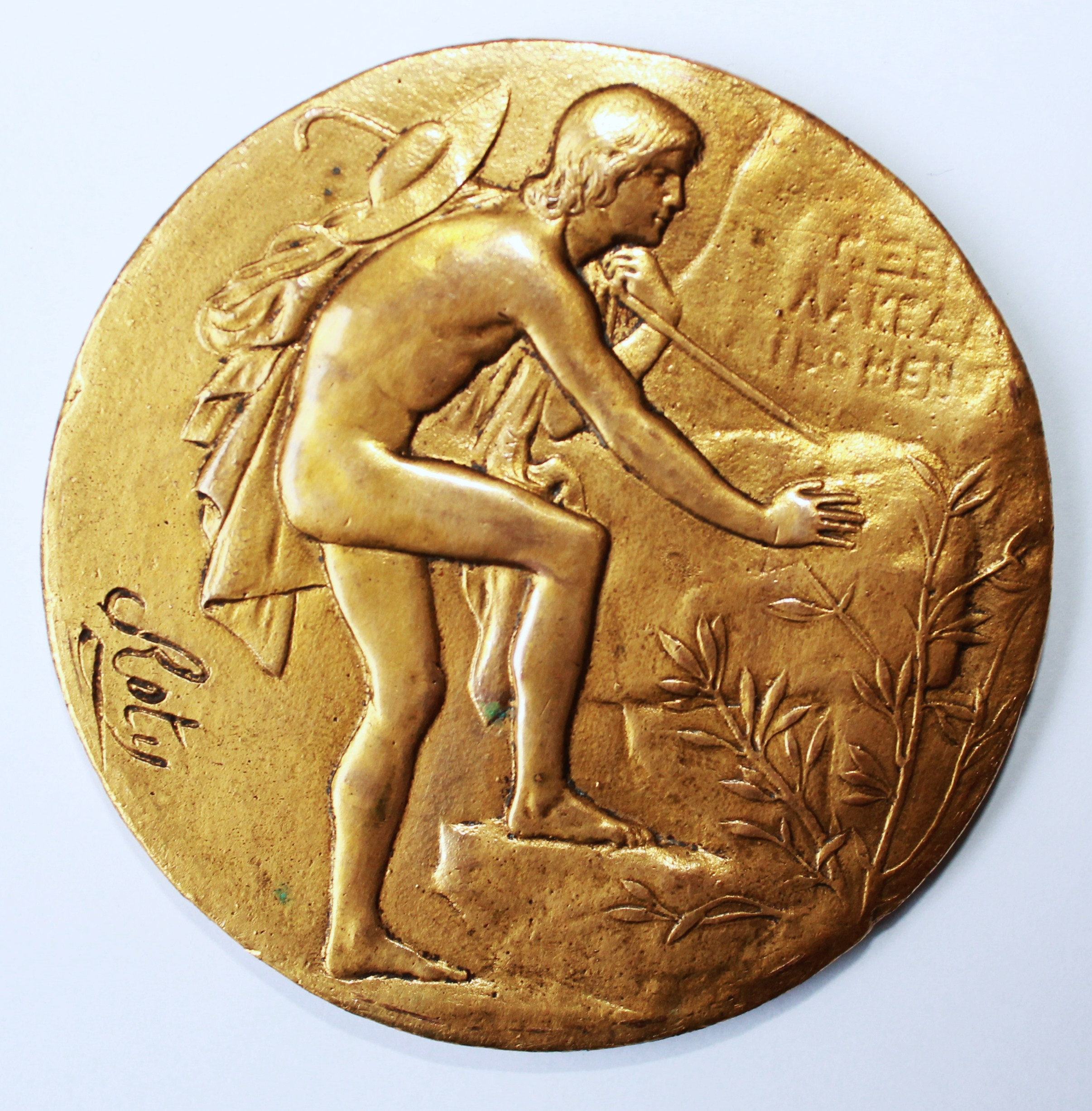
Prix de Rome (1875)
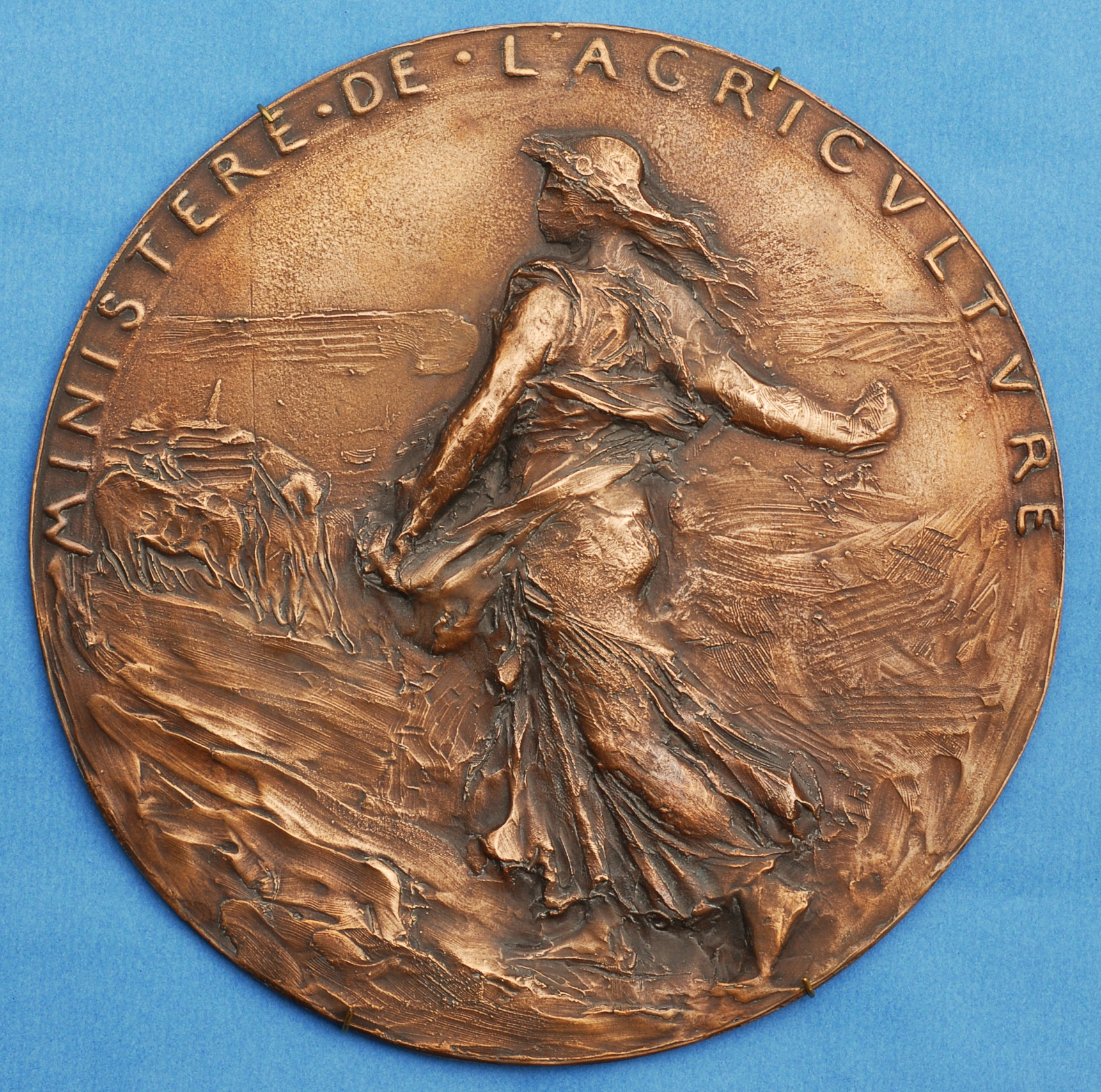
Medaille voor het Franse Ministerie van Landbouw (1886)
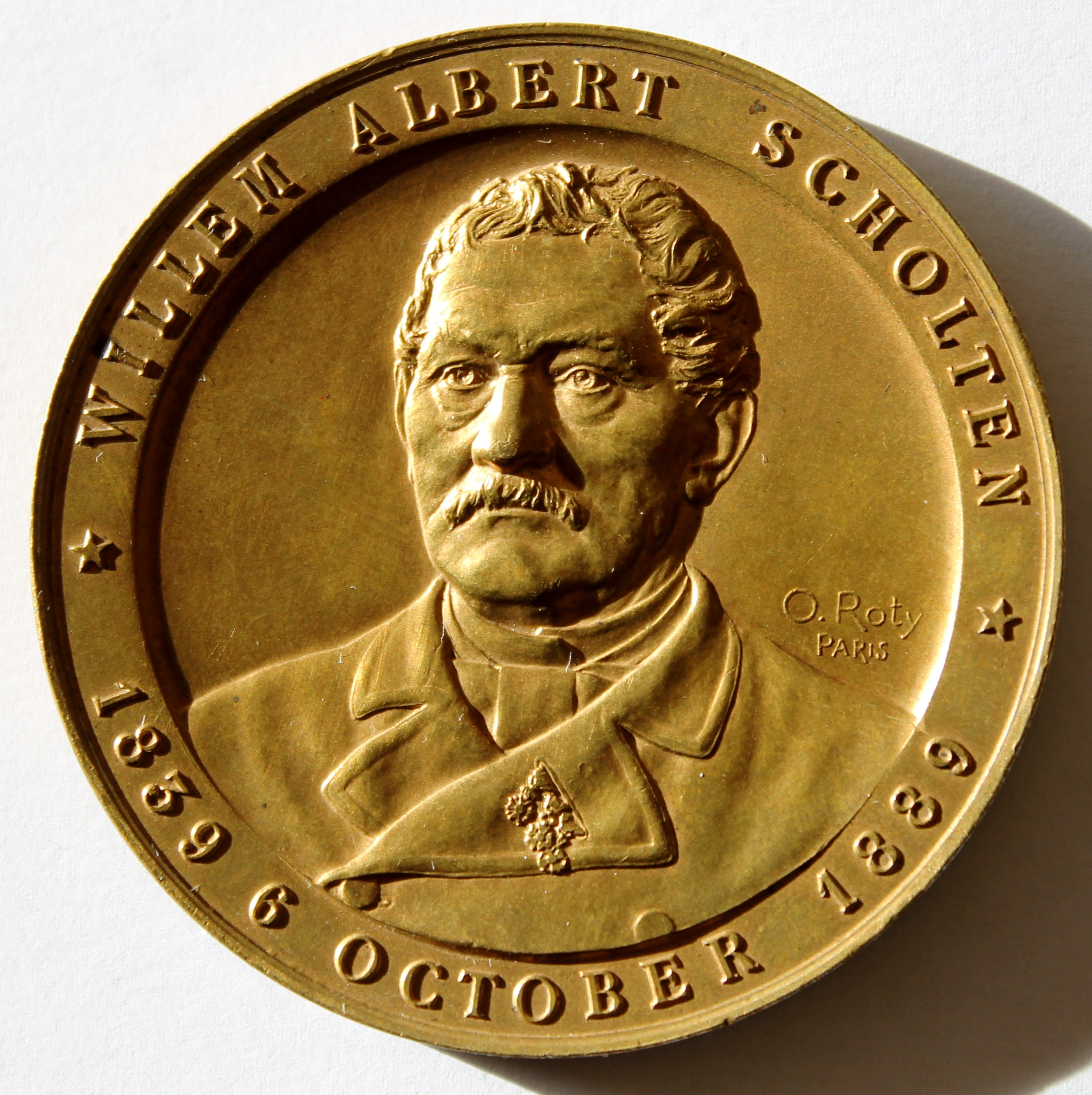
Medaille van Willem Albert Scholten (1890)

- Bibliothèque nationale de France: cb106083317 (data)
- Gemeinsame Normdatei: 101612841X
- International Standard Name Identifier: 0000 0000 6642 0455
- KulturNav: 72d0bbb1-f386-4104-bce2-bf7e9d626af9
- Library of Congress Control Number: no2008184143
- Base Léonore: LH//2387/64
- RKD-Nederlands Instituut voor Kunstgeschiedenis: 321270
- SNAC: w6q85mdt
- Système universitaire de documentation: 158898346
- Union List of Artist Names: 500123469
- Virtual International Authority File: 71221857
- WorldCat: E39PBJvcY3RjCJPfHkQyhrBHG3